# Отель Мидлэнд
Отель Мидлэнд (англ. Midland Hotel) — отель в стиле ар-деко, расположенный на северо-западе Англии в Моркаме, графство Ланкашир. Возведён железнодорожной компанией LMS в начале 1930-х годов по проекту архитектора Оливера Хилла (Oliver Hill), при участии скульптора Эрика Джилла (Eric Gill). Здание отеля занесено в списки представляющих особый интерес архитектурных объектов Комиссии по историческим зданиям и памятникам Англии как выдающийся пример архитектуры 1930-х годов.

## История
Отель на 40 номеров был построен в 1932-33 годах компанией London, Midland and Scottish Railway в качестве пересадочного пункта между железнодорожной станцией Morecambe Promenade и морским транспортом. Церемония открытия состоялась в июле 1933 года.
Архитектор Оливер Хилл разработал проект здания в ультрасовременном на начало тридцатых годов направлении стримлайн-модерн (Streamline Moderne), принадлежавшем к стилю арт-деко. Трёхэтажное здание имеет в плане вид обращённой к морю дуги окружности. Этажи соединяются между собой винтовой парадной лестницей, проходящей внутри расположенной посередине здания цилиндрической башни. К северному крылу пристроено кафе, также имеющее форму цилиндра. Фасад украшен парными скульптурами морских коньков работы Эрика Джилла, которые посетители могут рассмотреть во всех подробностях с прогулочной площадки на крыше здания. Из окон отеля открывается отличный вид на северо-западное побережье Англии.
В сентябре 1939 отель был реквизирован и по сентябрь 1947 года находился в ведении Британского Королевского флота, который выплачивал компании-владельцу символическую арендную плату в £1900 в год. После этого железная дорога и отель были национализированы и переданы в ведение государственной Британской комиссии по транспорту (British Transport Commission). В 1952 году отель был вновь продан в частные руки.
На рубеже 1980-х — 90-х годов отель Мидлэнд был задействован в съёмках нескольких эпизодов известного британского сериала «Пуаро Агаты Кристи».
К концу 1990-х годов отель пришёл в упадок и требовал капитального ремонта. В 2006—2008 годах он был отреставрирован компанией Urban Splash по проекту дизайнерской студии Union North. В настоящее время находится под управлением этой компании в содружестве с English Lakes Hotels.

## Галерея

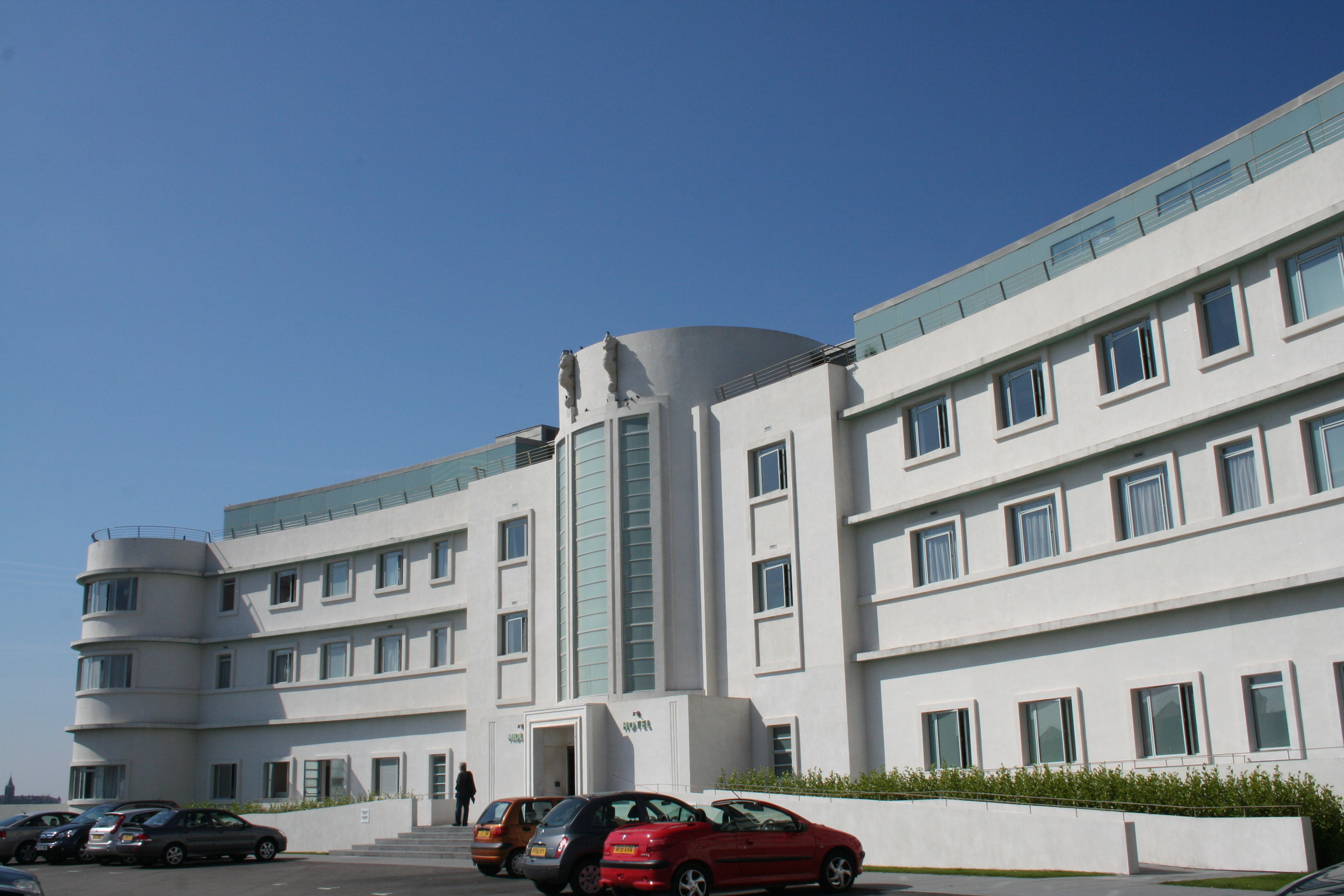
Отель Мидлэнд в августе 2010 года
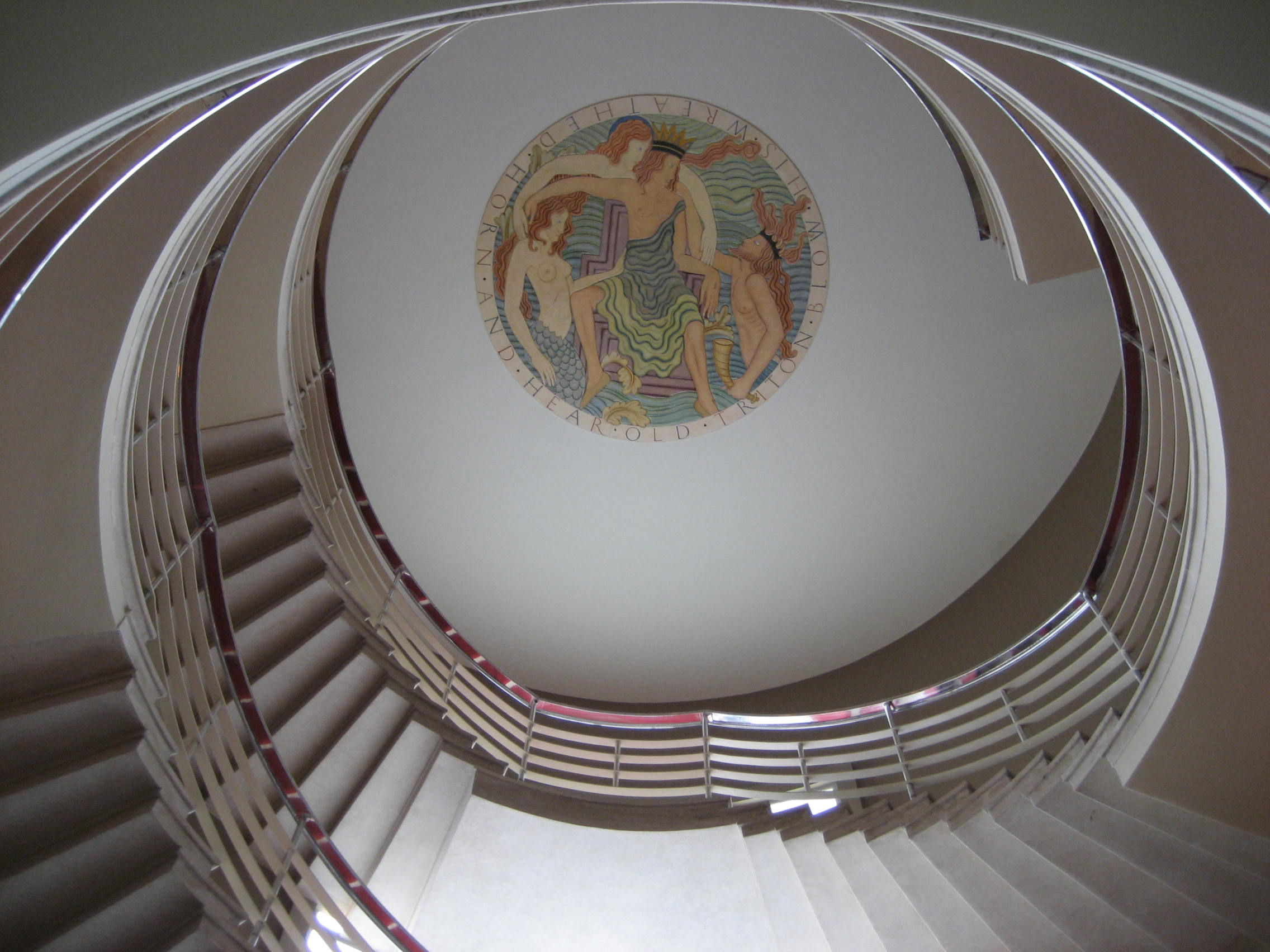
Винтовая лестница и роспись потолка центральной башни — так называемый Медальон Тритона
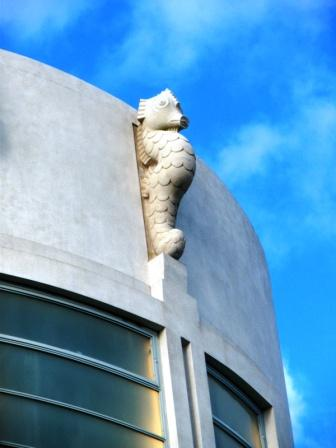
Скульптура морского конька, украшающая фасад здания
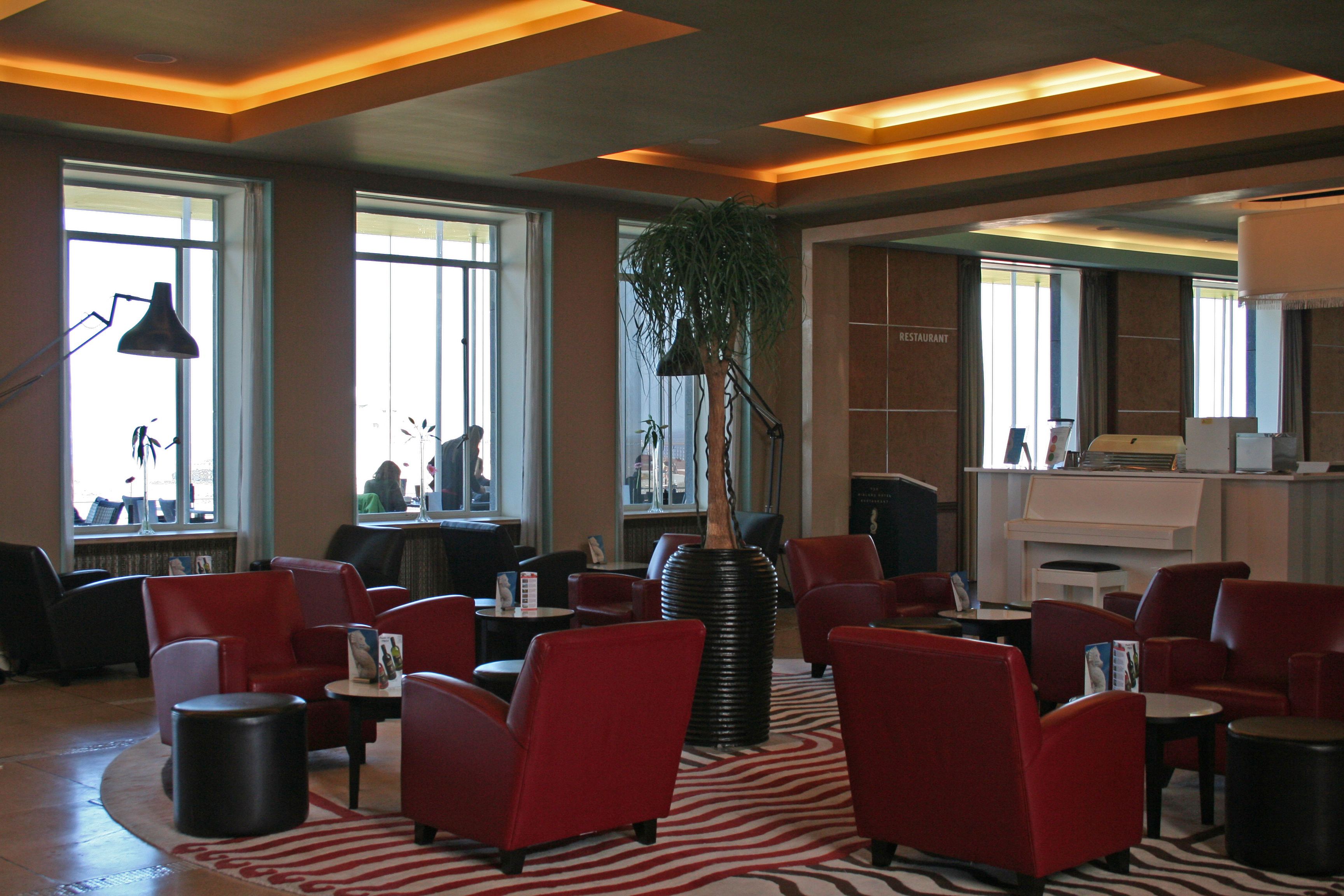
Интерьер
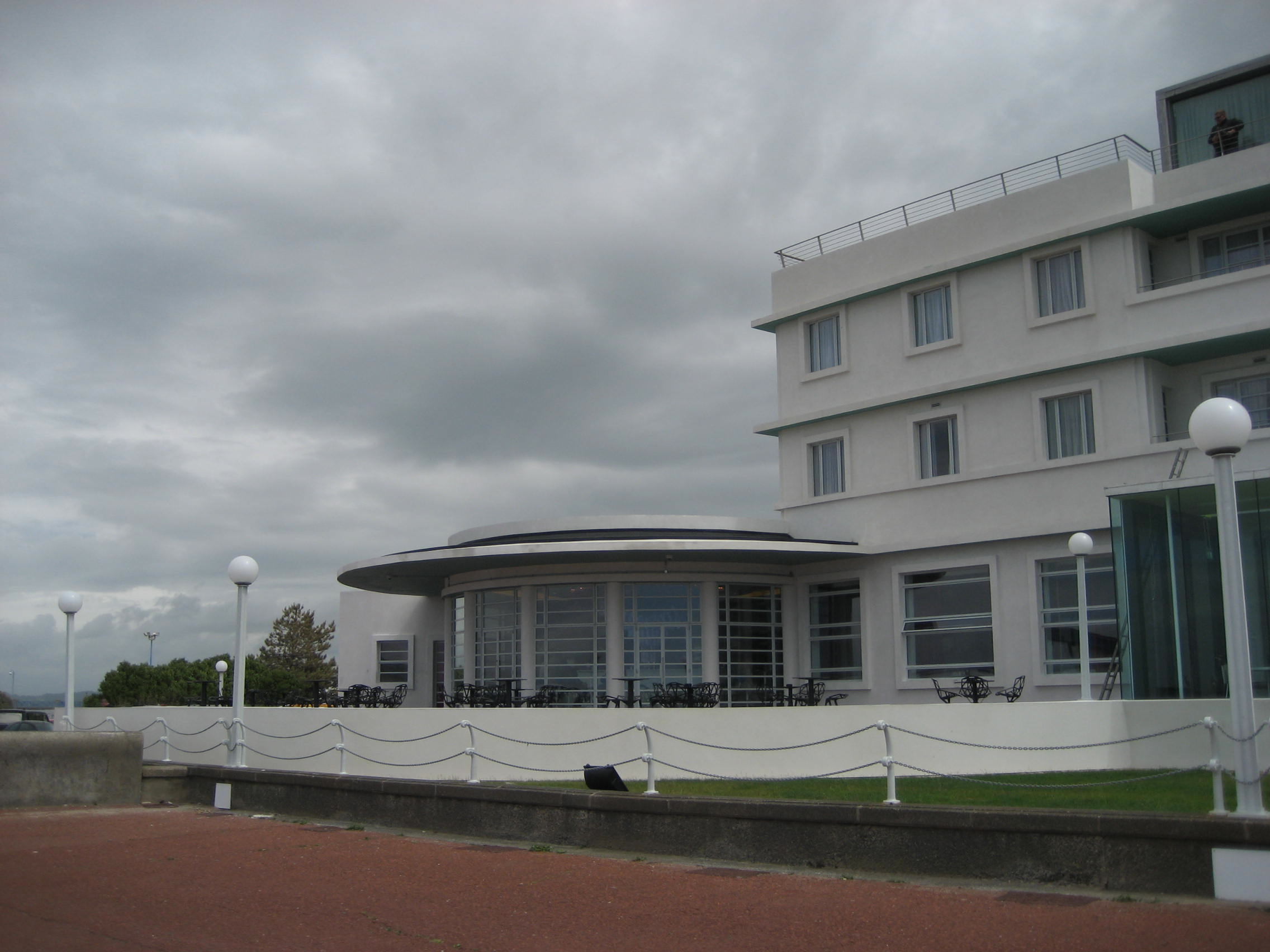
Ротонда кафе
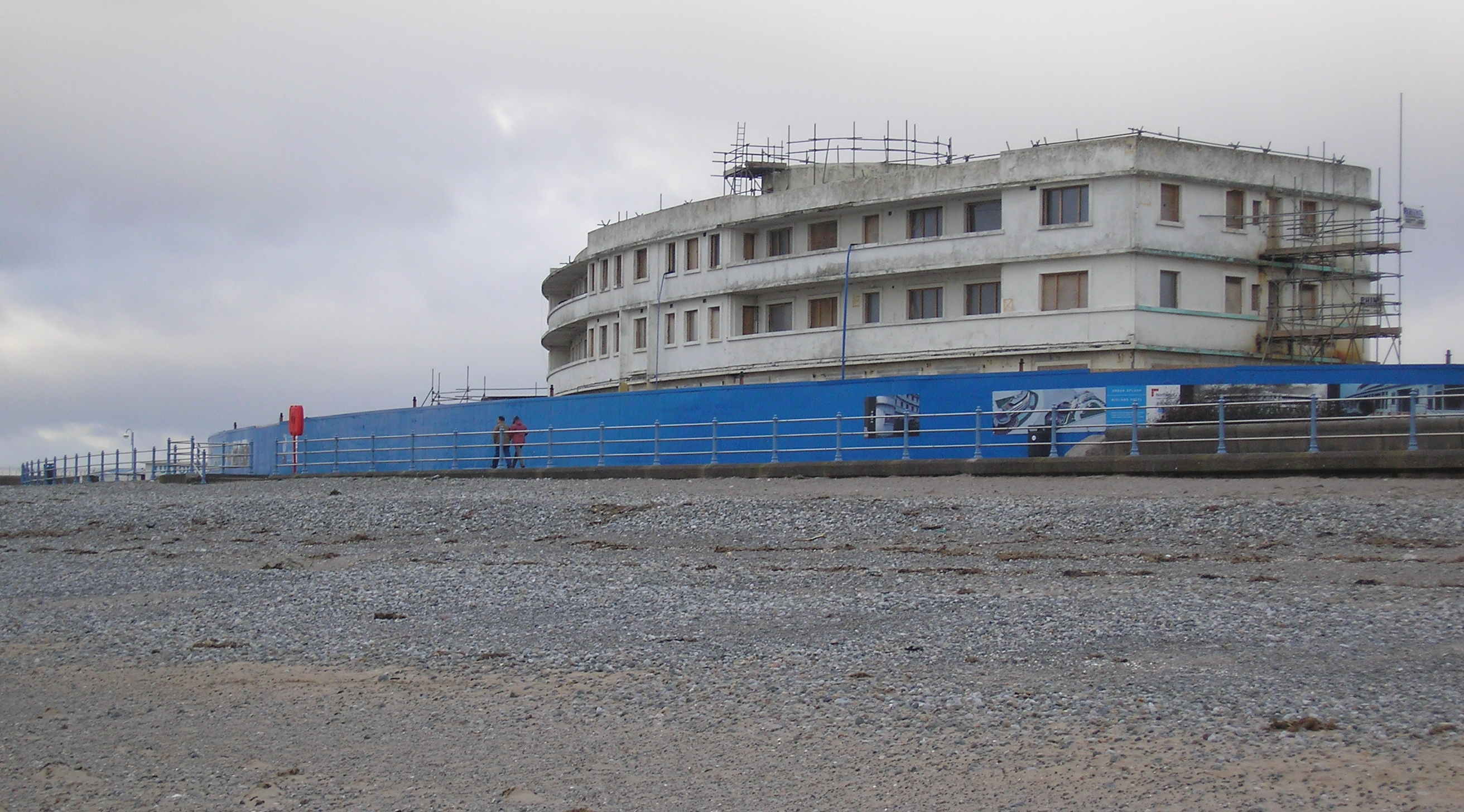
На реставрации